# Àcid ixòric
L'àcid ixòric, i de nom sistemàtic àcid (8Z,10Z,12Z,14E)-octadecan-8,10,12,14-tetraenoic, és un àcid carboxílic de cadena lineal amb devuit àtoms de carboni i quatre dobles enllaços als carbonis 8, 10, 12 i 14, els tres primers cis i el darrer trans, la qual fórmula molecular és {\displaystyle {\ce {C18H28O2}}}. En bioquímica és considerat un àcid gras.

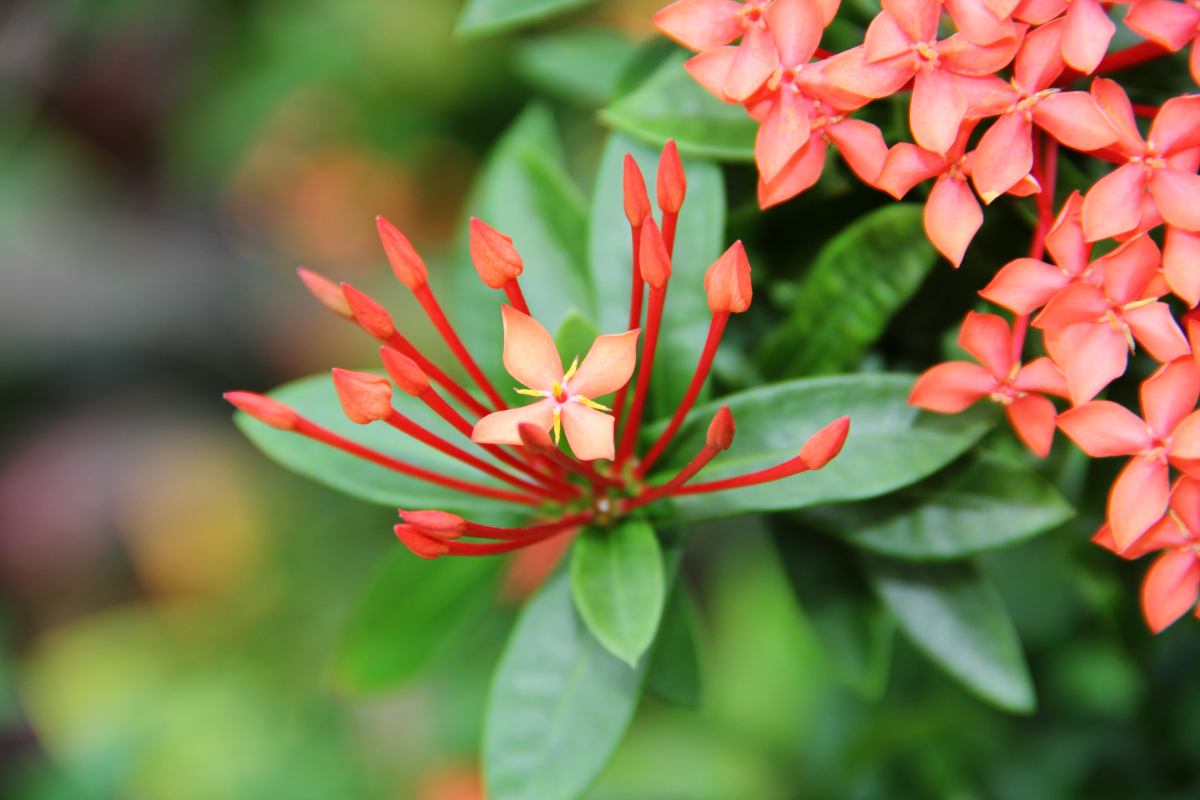
Flors dIxora chinensis

Fou aïllat per primera vegada el 1990 per Huang Minquan de l'oli de les llavors de la planta Ixora chinensis, del gènere de la qual derivà el nom comú àcid ixòric. Aquest oli en conté un 38 %.